# 驟徒
驟徒（?—?），朝鲜半岛新罗国沙梁人，奈麻聚福之子，史书没有记载他的姓。
驟徒兄弟三人，大哥夫果，老二驟徒，三弟逼實。驟徒曾经出家，法名道玉，居住在實際寺。太宗王金春秋時，百濟來攻助川城，金春秋興兵出戰，没有決定。於是，道玉对他徒弟说：“我听说爲僧之人，最上一等精術業，以復性。次一等起道用，以益他。我只是形似沙門而已，没有一善可取，不如從軍殺身報國。”脫下法衣，穿上戎服，改名驟徒，就是馳驟爲徒的意思。到达兵部，請兵三千幢，于是隨軍赴敵場。旗鼓相當，持槍劒，突入战陣力鬪，殺敌數人而死。
咸亨二年（671年），文武王發兵，踐踏百濟邊地的禾苗。于是在熊津之南和百濟人交战。夫果担任幢主戰死，論功第一。文明元年（684年），高句麗殘兵，據報德城反新罗，神文王命將领討伐，逼實爲貴幢第監。臨行，对妻子说：“我两个哥哥，都死於王事，名垂不朽，我雖不肖，怎能怕死苟存？今日與你生離，最終也是死別，不要傷感。”對陣时，獨自奮擊，斬殺數十人而死。神文王听说後哭着说：“驟徒知其死所，激励兄弟的报国心。夫果、逼實也能勇战，義不顧身，非常壮烈。”全都追贈官沙湌。